# Handels-Elite-Quadrille
Handels-Elite-Quadrille, op. 166, är en kadrilj av Johann Strauss den yngre. Den spelades första gången den 31 januari 1855 i danslokalen Zum Sperl i Wien.

## Historia
Till skillnad från andra yrkesgrupper organiserade köpmännen i Wien undantagsvis baler under karnevalstiden. Kontoristerna, butiksflickorna och säljarna föredrog att dansa vid mindre tillställningar ute i förorterna än vid galanta tillställningar. 1855 beslutade emellertid köpmännen att hålla välgörenhetsbalen "Handeis-Elite-Wohltätigkeits-Ballfest" i danslokalen Zum Sperl den 31 januari. Tidningen "Theaterzeitung" skrev den 2 februari om kvällen: "Salarna var praktfullt utsmyckade och sällskapet, som till största delen bestod av handelsmän, pryddes av många vackra damer." På bottenvåningen spelade den 20-årige August Lanner (son till Joseph Lanner), som hade kommit i tid trots att han hade begravt sin mamma samma dag, och på första våningen spelade Johann Strauss den yngre. Till balen hade Strauss komponerat den nya kadriljen Handels-Elite-Quadrille.
På framsidan till klaverutdraget återfinns en bild på den grekiske guden Hermes, den bevingade guden som var köpmännens (och tjuvarnas) beskyddare. I sin hand håller han en penningpung och undertill syns mer världsliga former av transportmedel: ett segelfartyg och ett ånglok.

## Om kadriljen
Speltiden är ca 4 minuter och 54 sekunder plus minus några sekunder beroende på dirigentens musikaliska tolkning.

## Weblänkar
- Handels-Elite-Quadrille i Naxos-utgåvan.